# Josef Rissaweg

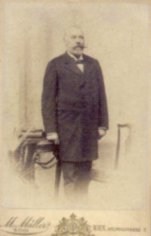
Josef Rissaweg

Josef Rissaweg (* 1844 in Wien; † 6. Mai 1911 ebenda) war Bezirksvorsteher des 10. Wiener Gemeindebezirks Favoriten und Wiener Kommunalpolitiker.
Josef Rissaweg war der Sohn eines Armeewaffenfabrikanten aus der Erlachgasse. Der Gastwirt und Hausbesitzer war Ehrenmitglied mehrerer gemeinnütziger Vereine und Kassier sowie im Verwaltungsausschuss der Kinderbewahranstalt und des ersten Kinderhorts in Favoriten. Von 1890 bis 1891 war Rissaweg Bezirksvorsteher von Favoriten, gleichzeitig von 1890 bis 1911 Gemeinderat, sowie zwischen 1895 und 1911 auch Stadtrat. Er galt als Anhänger des antisemitisch-völkischen Lagers unter der Führung von Georg von Schönerer. 1896 war Rissaweg an der Gründung der Gemeinderatsfraktion „Deutschnationale Vereinigung“ beteiligt. Am Abend des 6. Mai 1911 erlag Rissaweg einem Herzinfarkt, nachdem er davor noch am Nachmittag mit Freunden mit dem Auto auf dem Bisamberg gewesen war und danach ein Café besucht hatte.
Bereits im Jahr seines Todes wurde die Rissaweggasse in Wien-Favoriten nach ihm benannt.